# 哈爾科韋 (扎波羅熱州)
47°20′16″N 35°48′48″E / 47.33778°N 35.81333°E
哈爾科韋（烏克蘭語：Харкове）是位於烏克蘭東南部的村莊，由扎波羅熱州波洛希區的托克馬克市鎮負責管轄。該村始建於1958年，面積252.1平方公里，海拔高度76米，2001年人口172，人口密度每平方公里0.68人。